# Oktiabrskij (rejon czerdakliński)
Oktiabrskij (ros. Октябрьский) – osiedle w Rosji, w obwodzie uljanowskim, w rejonie czerdaklińskim. W 2010 liczyło 5035 mieszkańców.